# Galicea
Galicea est une commune roumaine située dans le județ de Vâlcea, en Muntenie.

## Géographie
Elle est située dans la zone de contact du Piémont de Cotmeana avec les terrasses à gauche de l'Olt, à la confluence de la rivière Topolog et de la rivière Olt.

## Personnalités
- Ilie Ciocan (1913-), supercentenaire, né dans le village de Cremenari et qui vit actuellement dans celui de Bratia din Vale. Homme le plus âgé vivant en Europe depuis le 25 novembre 2024, et pour la Roumanie, détenteur du record de longévité depuis le 16 janvier 2025 et le plus âgée encore en vie depuis le 2 février 2022[1].